# Cometa Lexell

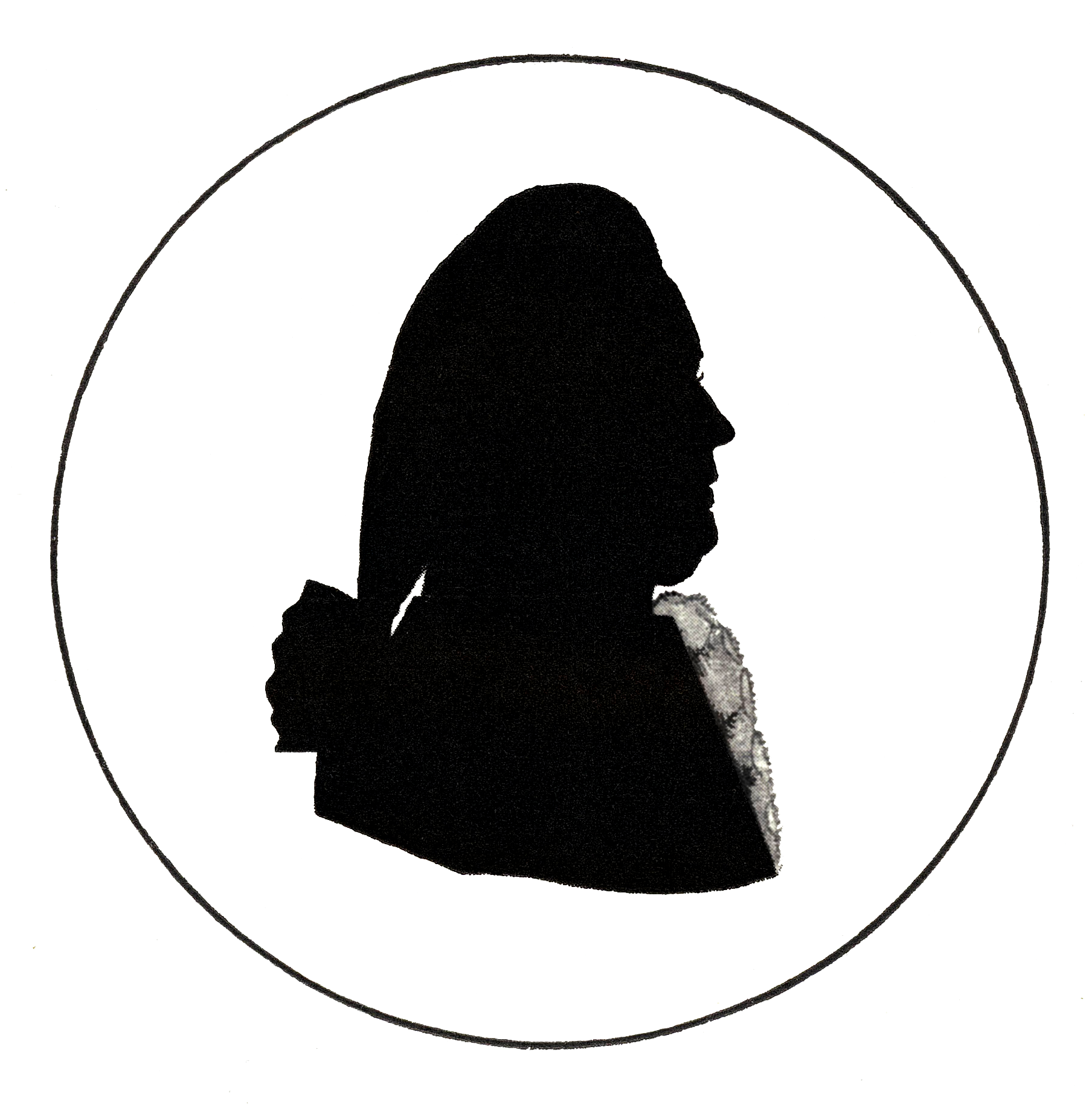
Silueta lui Anders Johan Lexell.

D/ 1770 L1 (Lexell), mai cunoscută sub denumirea de cometa Lexell, este o cometă care a fost descoperită de către astronomul francez Charles Messier la data de 14 iunie 1770. Această cometă îi poartă numele matematicianului ruso-suedez Anders Johan Lexell care i-a determinat precis orbita. Este una dintre cele patru comete care nu poartă numele descoperitorilor; celelalte trei sunt cometa Halley, cometa Encke și cometa Crommelin.

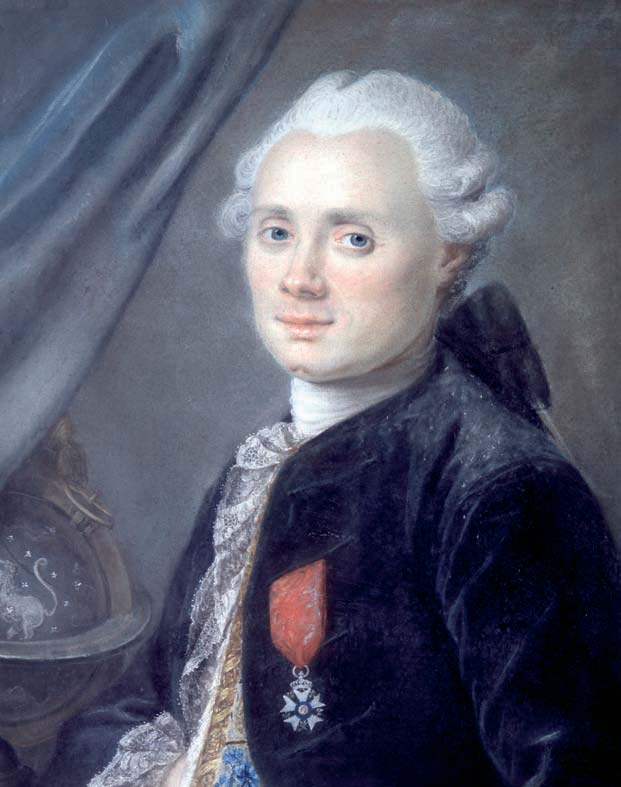
Charles Messier, descoperitorul Cometei Lexell

Cometa s-a apropiat de Pământ la 0,0146 u.a., adică la 2,244 milioane de kilometri, la 1 iulie, care este distanța cea mai scurtă măsurată vreodată de la o cometă până la Pământ. 
Cometa a devenit vizibilă cu ochiul liber începând cu 21 iunie, magnitudinea sa maximă fiind de - 2. Pierzând, în mod progresiv, din strălucire, ea a mai fost observată până la 3 octombrie din același an. 

## Determinarea orbitei
Astronomul și matemaicianul Anders Johan Lexell a determinat că orbita cometei este o elipsă alungită, cu o perioadă cuprinsă între cinci și șase ani, o distanță la periheliu de 0,7 u.a. și un afeliu aproape de Jupiter.
Cometa nu a fost totuși observată la reîntoarcerea sa  prevăzută în 1776, nici în 1782. Lexell a analizat mai în detaliu orbita cometei și a ajuns la concluzia că aceasta a fost, în mod considerabil, modificată de trecerile în preajma planetei Jupiter.
Prima trecere a avut loc în 1767 și a scurtat distanța inițială la periheliu de la 3 u.a. la 0,7 u.a., conducând cometa să traverseze orbita Pământului, ceea ce a avut drept consecință descoperirea sa.
În 1776, condițiile nu au fost bune pentru observarea cometei (poate o strălucire prea slabă sau o poziție defavorabilă a cometei).
A doua apropiere de Jupiter în 1779 a fost atât de strânsă încât forța de gravitație a planetei a trimis cometa pe o nouă orbită atât de îndepărtată de Pământ încât a devenit inobservabilă. De atunci, cometa Lexell nu a mai fost observată niciodată.
Calculele lui Lexell, cu luarea în calcul a influenței gravitaționale a lui Jupiter, au avut o mare importanță pentru înțelegerea orbitelor cometelor.
Mai recent, calculele lui Kazuo Kinoshita au arătat că astrul se apropiase la 0,0016 ua de Jupiter în 1779, făcând trecerea sa la periheliu la 5,2 ua și obținând o orbită eliptică, cu o perioadă orbitală de circa 200 de ani.
Astrul ar fi trecut din nou în 1984, însă nicio observație nu a fost atestată. Următorul periheliu ar fi, prin urmare, în jurul anului 2148.

## Legături externe
- fr  Tableau des comètes disparues (în română: „Tabel al cometelor dispărute”)
- fr  Approches des comètes à courte période avec Jupiter (în română: „Apropieri de Jupiter ale cometelor cu perioadă scurtă”)